# 풍선

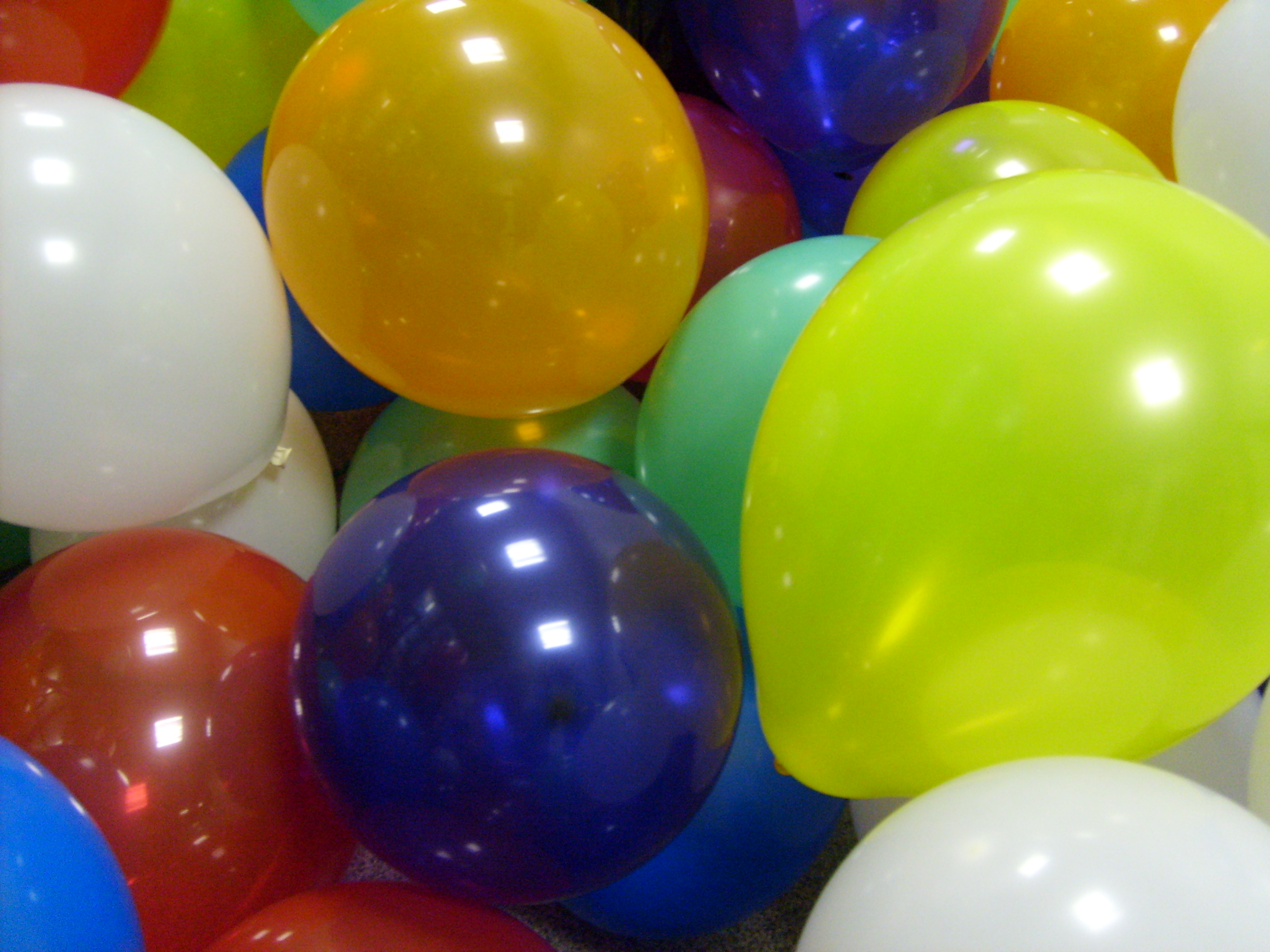
여러 풍선들의 모습.

풍선(風船)은 종이나 비닐, 고무 등으로 만든 요곡성(橈曲性) 가방에 공기나 헬륨, 아산화질소(영어: Nitrous Oxide)와 같은 기체를 넣어 부풀린 것이다. 주로 장난감과 같이 어린이들이 가지고 논다. 풍선은 어린이 장난감, 장소 장식, 과학적 목적, 의학용으로 사용되며, 입으로 불면 모든 연령대가 즐길 수 있는 놀이로도 사용됩니다.

## 풍선의 용도
- 장식용: 풍선은 파티와 같은 즐거운 행사에 밝은 분위기를 조성해주기 때문에 이용 빈도가 높다. 5인치, 12인치의 장식풍선이 주로 사용된다. 퍼프볼이나 풍선 꽃, 풍선 기둥 등이 많이 만들어진다. 30인치의 풍선도 많이 이용되는데, 주로 결혼식이나 신장개업식 등에 장식으로 많이 이용되며, 헬륨풍선의 경우 날리는 경우도 있다. 풍선에 직접 글씨를 쓰기도 한다.(예: 스승의 날의 경우 각 풍선 표면에 글씨를 쓴다.)

- 광고용: 홍보용 인쇄풍선을 인터넷에서 산 다음 배포하는 용도로 쓴다. 특정한 기업이나 단체의 상업적인 광고용으로 많이 쓰인다. 광고풍선, 애드벌룬(ad balloon)이라고도 한다.

- 응원용: 최근 들어 가요 프로그램 등에서 풍선을 특정 가수 혹은 그룹의 응원 도구로 사용하는 경우가 많다. 따라서 많은 가수 혹은 그룹의 팬클럽은 자신들을 상징하는 풍선의 색을 정하는 경우가 많다. 사용되는 풍선의 색이 비슷한 경우도 있어, 간혹 팬클럽 간의 분쟁이 생기기도 한다.

- 놀이용: 가장 일상적으로 사용하는 경우다. 바람을 넣어서 새어나가지 않도록 주입구를 묶어서 막은 뒤, 손이나 발로 이리저리 치면서 사용한다. 풍선에 바람을 넣은 후 주입구를 막지 않은 채로 놓으면 바람이 빠지면서 재미있는 소리를 내며 날아가기도 해서 일부러 이런 식으로 넣었다가 뺐다가 하면서 쓰는 경우도 많다. 많이 불었다 바람을 빼면, 고무의 부피가 늘어나고 두께가 얇아져서 다음에 불 때 더 쉽게 불어지지만, 바람이 쉽게 빠진다. 그리고 이런 현상을 반복하다 구멍이 나거나 터지는 경우도 많다. 어린이와 성인 (모두는 아님)이 풍선을 팽창시키는 것을 좋아합니다 (때로는 거대한 크기로 팽창함). 이는 심호흡 중에 엔돌핀이 방출되고 스포츠 중에 비슷한 일이 발생하기 때문입니다.

## 풍선의 종류
- 라운드 풍선: 일반적으로 사용되는 둥근 풍선을 말한다.
- 펄 풍선: 풍선 표면에 펄가루를 입혀 반짝반짝 빛나도록 만든 것이다. 만지면 펄가루가 묻을 수 있다.
- 요술 풍선(막대 풍선): 풍선아트에 사용되는 것으로, 길쭉해서 여러 가지 모양의 장식을 만드는데 사용된다.
- 하트 풍선: 하트 모양의 풍선.
- 물풍선: 특별히 물이 들어갈 수 있게 설계된 풍선으로, 흔히 물폭탄이라고 부르기도 한다. 일반적으로 그 크기가 작으며 주로 놀이용으로 쓰인다. 물을 가득 채운 상태에서는 가벼운 충격에도 터져 버린다. 물을 조금만 채울 경우, 터뜨릴 경우 물이 나온다.
- 헬륨풍선: 일반적인 공기가 아닌 헬륨으로 채운 풍선이다. 수소는 쉽게 불이 나서 폭발할 위험성이 있으므로 현재는 수소를 채우지 않는다. 하늘로 올라가는 특징이 있어 돌잔치등에도 많이 쓰이고, 행사가 절정에 이르면 날리는 것이 이것이다. 그러나 헬륨은 가격이 비싸고 헬륨 풍선은 빨리 수축된다.
- 호일풍선(Microfoil Balloons): 은박(금속성)으로 되어 있다. 호일풍선은 금속성 필름을 덧붙여 만들기 때문에 미세한 구멍입자가 적어 고무풍선보다 더 오랫동안 형태를 유지할 수 있다. 4인치에서 36인치까지 다양한 크기와 형태, 색상을 가지고 있다. 둥근모양, 별모양, 하트모양 그 밖에 다양하게 프린트된 풍선들이 있다.
- 이외에도 풍선 종류는 많다. 참고로 올라간 풍선은 보일의 법칙에 의해(대기압이 낮아져, 풍선 크기가 커진다.) 터지게 되는데, 이것이 환경오염의 주범이 되어, 여러 나라가 헬륨 풍선의 개수를 제한해 날리거나, 금지하고 있다.

## 같이 보기
- 기구 (비행체)
- 라디오존데
- 말풍선